# Santo Spirito in Sassia (titre cardinalice)
La diaconie cardinalice de Santo Spirito in Sassia (Saint-Esprit en Saxe) est instituée le 28 juin 1991 par Jean-Paul II et rattachée à l'église Santo Spirito in Sassia qui se trouve dans le rione Borgo à proximité immédiate du Vatican.

## Titulaires
- Fiorenzo Angelini (1991-2002), titre pro hac vice (2002 - 2014)
- Dominique Mamberti (1952- ), depuis 2015

### Source
- (it) Cet article est partiellement ou en totalité issu de l’article de Wikipédia en italien intitulé « Santo Spirito in Sassia (diaconia) » (voir la liste des auteurs).